# Nowy Świat (Łagowiec)
Nowy Świat – osada wsi Łagowiec w Polsce, położona w województwie lubuskim, w powiecie międzyrzeckim, w gminie Trzciel.
W okresie Wielkiego Księstwa Poznańskiego (1815–1848) miejscowość wzmiankowana jako Nowy Świat kolonia należała do wsi mniejszych w ówczesnym pruskim powiecie Międzyrzecz w rejencji poznańskiej. Nowy Świat  należał do okręgu kościańskiego tego powiatu i stanowił część majątku Łagowiec, którego właścicielem był wówczas Adam Żychliński. Według spisu urzędowego z 1837 roku wieś liczyła 58 mieszkańców, którzy zamieszkiwali 8 dymów (domostw).
W latach 1975–1998 osada administracyjnie należała do województwa gorzowskiego.